# هيلين ديوار
هيلين ديوار (بالإنجليزية: Helen Dewar)‏ هي صحفية أمريكية، ولدت في 7 أغسطس 1936، وتوفيت في 4 نوفمبر 2006 بسبب سرطان الثدي.